# Carlia schmeltzii
Carlia schmeltzii (райдужний сцинк кремезний) — вид сцинкоподібних ящірок родини сцинкових (Scincidae). Ендемік Австралії. Вид названий на честь німецького етнографа і натураліста Йоганна Шмельца.

## Поширення і екологія
Кремезні райдужні сцинки мешкають в штаті Квінсленд, від Коена на південь до кордону з Новим Південним Уельсом і на захід до Кованьями. Вони живуть в різноманітних посушливих природних середовищах, зокрема в сухих тропічних лісах,саванах і чагарникових заростях, на скелястих схилах Великого Вододільного хребта і серед осипів.